# آدریان (میشیگان)
آدریان، میشیگان (به انگلیسی: Adrian, Michigan) یک شهر در ایالات متحده آمریکا با جمعیت ۲۱٬۱۳۳ نفر است که در میشیگان واقع شده‌است.

## موقعیت جغرافیایی
موقعیت جغرافیایی شهرها و مناطق اطراف به شرح زیر است: